# Geni complementari
Con il termine geni complementari si indicano due geni non allelici che combinati insieme danno origine a caratteri fenotipici originali rispetto ai fenotipi originati dai due geni presi singolarmente. Se l'azione di un gene vanifica l'espressione del gene complementare si parla allora di epistasi.

## Esempi
L'esempio più comune di geni complementari riguarda la cresta di gallo. Si prendano un gallo wyandotte con cresta a rosa (geni RR pp), e un gallo cornish con cresta a pisello (geni rr PP); la F1 è composta da individui eterozigoti (geni Rr Pp) con cresta a noce.